# 蛯原氏
蛯原氏（えびはらし）は、「蛯原」を氏とする氏族。日向伊東家の士族として宮崎県、また茨城県に多く見られる。
伊勢桑名藩主(松平久松家)家臣に蛯原源兵衛がおり、廃藩置県で蛯原源吾は桑名県権少参事となり、同役には立見尚文(立見鑑三郎陸軍大将)と共に重役となっている。この蛯原氏は下総相馬郡の出自で結城輝朝の末裔で下総海老ヶ島城を享徳の乱で落ち延びたとされている。江戸時代初期に松平定綱が大垣知行の時に士官し、藩主嫡子の徒侍として召抱えられ、江戸勘定方、お馬廻り役を歴任している。記録としては桑名藩士として桑名藩の「天明由緒」に記されている。また、結城氏や海上氏の末裔としての記録も残っている。明治期にはいなべ市に自身の別邸を解放し、現在のいなべ市立山郷小学校の前身を作っている。

## 歴史
蛯原氏は満快流の清和源氏に始まる。
結城氏の流れでは村上源氏の蛯原氏も存在する。
平安時代の中期、常陸介となった藤原南家流の伊東氏の祖とともに常陸の国に下向する。
その後、1335年足利尊氏から命じられた伊東祐持らとともに日向国に下向する。
飫肥藩形成後は田野地区の代官職を務める。

## 家紋
日向伊東家の蛯原の家紋は亀甲花菱である。
桑名藩士蛯原家の家紋は「丸に三つ柏」で三重県四日市市上海老、下海老(海老原村)にはそれぞれ「衣比原神社」、「衣比原神明神社」が存在している。